# Anthony Browne
Anthony Browne, död 1548, var en engelsk parlamentariker. Han var hovfunktionär som Master of the Horse till Henrik VIII och parlamentsledamot. 